# La Chapelle-Saint-Quillain
La Chapelle-Saint-Quillain is een gemeente in het Franse departement Haute-Saône (regio Bourgogne-Franche-Comté) en telt 136 inwoners (2011). De plaats maakt deel uit van het arrondissement Vesoul.

## Geografie
De oppervlakte van La Chapelle-Saint-Quillain bedraagt 10,6 km², de bevolkingsdichtheid is 12,8 inwoners per km².
De onderstaande kaart toont de ligging van La Chapelle-Saint-Quillain met de belangrijkste infrastructuur en aangrenzende gemeenten.

## Demografie
Onderstaande figuur toont het verloop van het inwonertal (bron: INSEE-tellingen).